# Indústrias Nacionais de Defesa
A INDEP (Indústrias Nacionais de Defesa, E.P.) é uma empresa portuguesa de material militar e de robótica. Além da produção de armamento, desenvolve também os seus próprios projectos.

## Armamento fabricado
- Granadas
- FBP m/948, projecto próprio;
- FBP m/961, projecto próprio;
- INDEP Lusa A2, projecto próprio;
- HK G3A3, desenho Heckler & Koch;
- HK G3A4, desenho Heckler & Koch;
- SIG 543, desenho SIG;
- HK 21, desenho Heckler & Koch;
- Morteirete FBP.